# 퓨처키즈
퓨처키즈(futurekids)는 1983년 미국에서 출발하여 현재 65개국에서 운영되고 있는 교육 시설이다. 대한민국에는 현재 22개의 러닝센터가 운영되고 있다.